# Tauopathie
Tauopathie is een verzamelnaam voor een klasse neurodegeneratieve ziekten die geassocieerd zijn met de pathologische ophoping van het tau-eiwit in neurofibrillaire of gliofibrillaire tangles (knopen) in het menselijk brein. De tangles worden gevormd door hyperfosforylering van het tau-eiwit dat is geassocieerd met de microtubuli, waardoor het eiwit zich ophoopt en onoplosbaar wordt. Het precieze mechanisme achter het ontstaan van de tangles is nog niet volledig duidelijk en het is ook nog niet zeker of de tangles de belangrijkste oorzaak zijn voor de ziekte, of dat ze een ondergeschikte rol spelen. Primaire tauopathieën (d.w.z., ziektes die worden gekenmerkt door neurofibrillaire tangles, of NFT's), zijn onder andere:
- Primaire leeftijd-gerelateerde tauopathie (Engelse afkorting: PART)/Seniele dementie gekenmerkt door neurofibrillaire tangles: De NFT's zijn gelijk aan die bij de ziekte van Alzheimer, maar er zijn geen amyloïde plaques.[2][3][4]
- Chronische traumatische encefalopathie (CTE)[5][6]
- Progressieve supranucleaire parese[7]
- Corticobasale degeneratie
- Frontotemporale dementie en parkinsonisme gelinkt aan chromosoom 17[8]
- Lytico-bodig[9]
- Ganglioglioom[10]
- Meningioangiomatose[11]
- Postencefalitisch parkinsonisme
- Subacute scleroserende panencefalitis[12]
- En verder loodvergiftiging, tubereuze sclerose, ziekte van Hallervorden-Spatz en lipofuscinose[13]

## NFT's in Alzheimer
De neurofibrillaire tangles werden voor het eerst ontdekt door Alois Alzheimer in een van zijn patiënten die leed aan de ziekte van Alzheimer. De ziekte wordt gezien als een secundaire tauopathie. Alzheimer wordt ook beschouwd als amyloïdose vanwege de vorming van amyloïde plaques.
De mate waarin NFT's aanwezig zijn bij de ziekte van Alzheimer wordt aangeduid aan de hand van de Braak-stadiëring. Braak graad I en II worden gebruikt als de NFT's zich vooral beperken tot het transentorhinale gebied van de hersenen. Graad III en IV worden gebruikt als ook structuren in en rond het limbisch systeem (zoals de hippocampus). Graad V en VI zijn van toepassing wanneer de NFT's zich hebben verspreid over een groot deel van de neocortex. De amyloïde plaques verspreiden zich op een andere manier.